# Wort Hotel
The Wort Hotel fue construido en el centro de Jackson, Wyoming, Estados Unidos por los hermanos John y Jess Wort, quienes fueron figuras significativas en la transformación de la economía de Jackson Hole de la ganadería al turismo. El edificio de estilo Tudor fue el primer hotel de lujo en Jackson, de dos plantas presenta un paramento de ladrillo, con entramado de madera y estuco en el segundo piso y una serie de hastiales hacia la calle.
Fue construido en una propiedad que había sido comprada por Charles Wort, padre de John y Jess, quien operó un establo de librea en el sitio desde 1915 hasta 1932. De 1932 a 1940, la familia Wort operó lo que ahora es Signal Mountain Lodge en el Parque Nacional Grand Teton, hasta que se inauguró el Wort Hotel en 1941. En 1950 se añadió el Silver Dollar Bar, con 2032 dólares de plata sin circular incrustados en la superficie del lingote.

## Familia Wort
Charles J. Wort llegó por primera vez a Jackson Hole en 1893 a los 19 años para visitar a su hermano Hamilton y su medio hermano Stephen Leek. Charles permaneció en su hogar en la región de South Park del condado de Teton . Después de un viaje a su Nebraska natal para casarse con su esposa Luella Perkins en 1899, regresó con Luella. A principios de la década de 1900, comenzó a trabajar como armador, con la ayuda de sus hijos John y Jess. The Worts comenzó a reunir terrenos en el centro de Jackson en 1915 con el objetivo de construir eventualmente un hotel. Mientras tanto, Charles construyó Wort Livery Stable and Corral en la propiedad, que funcionó hasta 1932, junto con Wort Garage en Broadway y Cache. En 1917, Charles y Luella compraron el Jackson Hotel en North Cache y Deloney, y lo operaron durante poco más de un año. En 1925 construyeron una casa frente al futuro hotel en West Broadway, poniendo fin a su carrera como ganaderos. La casa se trasladó a Wilson, Wyoming en la década de 1960. Anteriormente, habían construido una cabaña de troncos en Broadway y Cache para que sus hijos se quedaran cuando las inclemencias del tiempo les impedían regresar a casa de la escuela en Jackson. Conocida como la cabaña de los chicos de Wort, Will Simpson la utilizó más tarde como bufete de abogados. Trasladado a Town Square, todavía es utilizado por una concesión de paseos en diligencia en los veranos. Durante la década de 1920, los Wort obtuvieron la primera concesión en el Parque Nacional Grand Teton en Jenny Lake, donde administraron una concesión de navegación . En la década de 1930, los Wort operaron su concesión de caza en las montañas Gros Ventre en lo que ahora es la cabaña Gap Puche . En 1932, los Worts compraron Ole Warner Camp en Jackson Lake, lo llamaron Wort Lodge and Camp y lo operaron hasta 1940, cuando se vendió como Signal Mountain Lodge. Las ganancias de la venta financiaron la construcción del Wort Hotel, realizada por John y Jess, Charles murió en 1933.

## Hotel
El Wort Hotel fue diseñado por el arquitecto autodidacta Lorenzo "Ren" Grimmett de Idaho Falls, Idaho. Después de observar el éxito del Wort, Grimmett diseñó un casi gemelo del Wort, el Stage Coach Inn, en West Yellowstone, Montana, que él mismo poseía y operaba. El mosto se terminó justo antes del estallido de la Segunda Guerra Mundial . A pesar de las restricciones de la guerra, el hotel se hizo popular entre los militares en licencia. El juego era oficialmente ilegal, pero tolerado hasta la década de 1950, cuando el gobernador de Wyoming, Milward Simpson, inició una campaña contra el juego. En el Wort, los juegos de azar se retiraron al sótano Teton Room, conocido localmente como "Snake Pit". El juego finalmente cesó a mediados de la década de 1950.
Un incendio en 1980 dañó severamente el hotel, destruyendo gran parte del segundo piso, pero fue reabierto en 1981 con algunos cambios. En 1984 el hotel fue vendido por la familia Wort. El hotel fue incluido en el Registro Nacional de Lugares Históricos en 1999. 
Meet me at the Wort, lanzado en 2006 por Charles Craighead con fotografía de David J. Swift, es una historia detallada del hotel.